# ابن بابك
أبو القاسم عبد الصمد بن منصور بن الحسن بن بابك وشهرته ابن بابك (ت. 410 هـ / 1020 م)  هو أديب وشاعر  ولد ببغداد، وهو من مشاهير شعراء العصر العباسي.
كان شاعراً كرديًا وأول من كتب باللغة الكردية الكرمانجية. إلى جانب اللغة الكردية، كتب بابك أيضًا باللغة العربية، ووصف بأنه أول شاعر كردي ظهر بعد انتشار الإسلام بين الأكراد. 
زار عددا من البلاد المجاورة كالري وهمدان والموصل ونيسابور. مدح أكابر زمانه كعضد الدولة الديلمي البويهي والصاحب بن عباد وغيرهما.
له «ديوان شعر»، ومن شعره:
وله في مجلس شراب تحت العريش وقد انهمر المطر قوله: